# Loxosoma singulare
Loxosoma singulare är en bägardjursart som beskrevs av Wilhelm Moritz Keferstein 1862. Loxosoma singulare ingår i släktet Loxosoma och familjen Loxosomatidae. Inga underarter finns listade i Catalogue of Life.